# 坦纳·格罗夫斯
坦纳·约翰·格罗夫斯（英語：Tanner John Groves，1999年5月22日—）為美國男子籃球運動員，出生於华盛顿州斯波坎，高中就讀與家族關係十分緊密的沙德爾公園高中，在東華盛頓大學就讀時曾與弟弟雅各布·格罗夫斯攜手先發，2021年4月格罗夫斯決定新學年度轉學至奧克拉荷馬大學。格罗夫斯在2023年NBA選秀中落選，之後代表俄克拉何马城雷霆參加NBA夏季联赛。2023年7月格罗夫斯加盟波蘭球隊弗沃茨瓦韦克。2024年1月2日，格罗夫斯離開弗沃茨瓦韦克。1月14日，格罗夫斯與中国男子篮球职业联赛新疆飞虎簽約。2月7日，新疆飞虎取消註冊格罗夫斯，格罗夫斯留下出賽5場，場均上陣8分鐘，繳出6.8分、3.2籃板、0.8助攻的表現，投籃命中率為58.3%。2月21日，篮球联邦联赛費希塔拉斯塔宣布格罗夫斯加盟事宜。5月7日，國家籃球聯賽凱恩斯太攀蛇宣布與格罗夫斯簽下一年合約。

## 外部連結
- 坦纳·格罗夫斯在fiba.basketball（英语）
- 坦纳·格罗夫斯在德國籃球甲級聯賽官網（德语）
- 坦纳·格罗夫斯在B.LEAGUE官網（日语）
- 坦纳·格罗夫斯在Basketball-Reference.com（國際）（英语）
- 坦纳·格罗夫斯在Sports-Reference.com（NCAA）（英语）
- 坦纳·格罗夫斯在Eurobasket.com（球員）（英语）
- 坦纳·格罗夫斯在Proballers（英语）
- 坦纳·格罗夫斯在RealGM（英语）
- 坦纳·格罗夫斯在中国篮球数据库